# Биотерапија
Биотерапија је стимулативни третман са циљем да се поврати способност организма да се бори са болестима, познат и као имунотерапија. Биотерапије обухватају имунотерапије, терапије гена и хормонске терапије.